# Unione Sovietica ai Giochi olimpici
L'Unione Sovietica ha partecipato a 18 edizioni dei Giochi Olimpici, di cui 9 Olimpiadi estive, dal 1952 al 1988, e 9 Olimpiadi invernali, dal 1956 al 1988. In 6 delle sue 9 partecipazioni alle Olimpiadi estive l'Unione Sovietica è stata in cima al medagliere, e in 7 delle sue 9 volte alle Olimpiadi invernali.
La prima medaglia dell'Unione Sovietica è stata vinta ad Helsinki 1952 da Nina Romaškova nel lancio del disco femminile. La prima medaglia delle Olimpiadi invernali è stata vinta a Cortina d'Ampezzo 1956 da Ljubov' Kozyreva nello Sci di fondo femminile.
L'Unione Sovietica ha ospitato le olimpiadi di Mosca 1980, che sono state boicottate dagli Stati Uniti. Di conseguenza l'Unione Sovietica ha boicottato le olimpiadi di Los Angeles 1984, Stati Uniti.

## Medaglieri delle singole edizioni

### Medaglie ai giochi estivi
| Giochi                         | Oro           | Argento       | Bronzo        | Totale        | Posizione     |
| ------------------------------ | ------------- | ------------- | ------------- | ------------- | ------------- |
| Helsinki 1952                  | 22            | 30            | 19            | 71            | 2°            |
| Melbourne 1956                 | 37            | 29            | 32            | 98            | 1°            |
| Roma 1960                      | 43            | 29            | 31            | 103           | 1°            |
| Tōkyō 1964                     | 30            | 31            | 35            | 96            | 2°            |
| Città del Messico 1968         | 29            | 32            | 30            | 91            | 2°            |
| Monaco 1972                    | 50            | 27            | 22            | 99            | 1°            |
| Montreal 1976                  | 49            | 41            | 35            | 125           | 1°            |
| Mosca 1980 (nazione ospitante) | 80            | 69            | 46            | 195           | 1°            |
| Los Angeles 1984               | non partecipò | non partecipò | non partecipò | non partecipò | non partecipò |
| Seoul 1988                     | 55            | 31            | 46            | 132           | 1°            |
| Totale                         | 395           | 319           | 296           | 1010          |               |

### Medaglie ai giochi invernali
| Giochi                 | Oro | Argento | Bronzo | Totale | Posizione |
| ---------------------- | --- | ------- | ------ | ------ | --------- |
| Cortina d'Ampezzo 1956 | 7   | 3       | 6      | 16     | 1°        |
| Squaw Valley 1960      | 7   | 5       | 9      | 21     | 1°        |
| Innsbruck 1964         | 11  | 8       | 6      | 25     | 1°        |
| Grenoble 1968          | 5   | 5       | 3      | 13     | 2°        |
| Sapporo 1972           | 8   | 5       | 3      | 16     | 1°        |
| Innsbruck 1976         | 1   | 2       | 1      | 4      | 1°        |
| Lake Placid 1980       | 10  | 6       | 6      | 22     | 1°        |
| Sarajevo 1984          | 6   | 10      | 9      | 25     | 2°        |
| Calgary 1988           | 11  | 9       | 9      | 29     | 1°        |
| Totale                 | 78  | 57      | 59     | 194    |           |

## Medaglieri per singolo sport

### Medaglie negli sport estivi
| Sport              | Oro | Argento | Bronzo | Totale |
| ------------------ | --- | ------- | ------ | ------ |
| Ginnastica         | 73  | 67      | 44     | 184    |
| Atletica           | 65  | 55      | 75     | 195    |
| Lotta              | 62  | 31      | 23     | 116    |
| Sollevamento pesi  | 39  | 21      | 2      | 62     |
| Canoa/kayak        | 29  | 13      | 9      | 51     |
| Scherma            | 18  | 15      | 16     | 49     |
| Tiro               | 17  | 15      | 17     | 49     |
| Pugilato           | 14  | 19      | 18     | 51     |
| Nuoto              | 13  | 21      | 26     | 60     |
| Canottaggio        | 12  | 20      | 10     | 42     |
| Ciclismo           | 11  | 4       | 8      | 23     |
| Pallavolo          | 7   | 4       | 1      | 12     |
| Equitazione        | 6   | 5       | 4      | 15     |
| Judo               | 5   | 5       | 13     | 23     |
| Pentathlon moderno | 4   | 5       | 5      | 14     |
| Vela               | 4   | 5       | 3      | 12     |
| Pallacanestro      | 4   | 4       | 4      | 12     |
| Pallamano          | 4   | 1       | 1      | 6      |
| Tuffi              | 3   | 4       | 6      | 13     |
| Pallanuoto         | 2   | 2       | 3      | 7      |
| Calcio             | 2   | 0       | 3      | 5      |
| Tiro con l'arco    | 1   | 3       | 3      | 7      |
| Hockey su prato    | 0   | 0       | 2      | 2      |
| Totale             | 395 | 319     | 296    | 1010   |

### Medaglie negli sport invernali
| Sport                   | Oro | Argento | Bronzo | Totale |
| ----------------------- | --- | ------- | ------ | ------ |
| Sci di fondo            | 25  | 22      | 21     | 68     |
| Pattinaggio di velocità | 24  | 17      | 19     | 60     |
| Pattinaggio di figura   | 10  | 9       | 5      | 24     |
| Biathlon                | 9   | 5       | 5      | 19     |
| Hockey su ghiaccio      | 7   | 1       | 1      | 9      |
| Slittino                | 1   | 2       | 3      | 6      |
| Bob                     | 1   | 0       | 2      | 3      |
| Salto con gli sci       | 1   | 0       | 0      | 1      |
| Combinata nordica       | 0   | 1       | 2      | 3      |
| Sci alpino              | 0   | 0       | 1      | 1      |
| Totale                  | 78  | 57      | 59     | 194    |